# George Kruck Cherrie
George Kruck Cherrie (22 de agosto de 1865 - 20 de enero de 1948) fue un naturalista y explorador estadounidense. Coleccionó numerosos ejemplares en casi cuarenta expediciones a las que se unió para los museos y varias especies han sido nombradas en su honor.
Falleció el 20 de enero de 1948 en Newfane, Vermont, a la edad de 80 años.

## Educación y juventud
Cherrie nació en Knoxville, Iowa. A los 12 años, empezó a trabajar en aserraderos antes de graduarse en laUniversidad Estatal de Iowa. Trabajó brevemente en el museo de la universidad y luego en el Establecimiento de Ciencias Naturales de Ward en Rochester, Nueva York.

## Carrera
Trabajó un tiempo en una fábrica de bombillas eléctricas de Cedar Rapids antes de pasar a la historia natural. Originalmente educado y empleado como ingeniero mecánico, no estaba satisfecho y decidió estudiar taxonomía y taxidermia en su lugar, tras lo cual se marchó de los EE. UU. y viajó a las Indias Occidentales y América Central. Durante el período 1889-1897, trabajó como conservador de aves en el Museo Nacional de Costa Rica en San José y en el Field Museum en Chicago. Cherrie coleccionó para el Museo Zoológico Rothschild en Tring y el Museo Británico de Historia Natural y formó parte del personal del Museo de Brooklyn y del Museo Americano de Historia Natural. Fue primer Asistente de curador de 1894 a 1896 en el Museo de Historia Natural de Chicago. Participó en unas cuarenta expediciones, la mayoría a América Central y del Sur, incluyendo la Expedición Sudamericana de Theodore Roosevelt de 1913-1914, cuando Cherrie estaba recolectando especímenes para el Museo Americano de Historia Natural. En 1915, fue a Bolivia con la expedición de Alfred Collins-Garnet Day. En 1925 fue el coleccionista de zoología de la Expedición asiática Simpson-Roosevelts, donde acompañó a los hijos de Theodore Roosevelt, Kermit y Theodore Jr. y Charles Suydam Cutting.

## Obras y honores
Cherrie relató sus experiencias en sus memorias Dark Trails: Adventures of a Naturalist (1930). Se le conmemora con los nombres de varios animales: una especie de lagarto, Sphenomorphus cherriei; cuatro especies de aves, incluida la tangara de Cherrie; y una especie de mamífero.
En 1927, los Boy Scouts de América hicieron de Cherrie un Scout Honorario, una nueva categoría de Scout creada ese mismo año. Esta distinción fue otorgada a "los ciudadanos americanos cuyos logros en la actividad al aire libre, la exploración y las aventuras que valen la pena son de un carácter tan excepcional como para capturar la imaginación de los chicos...".